# Charles Brown (atleta)
Charles Brown (n. Onarga; 12 de marzo de 1867 - f. Onarga; 7 de junio de 1937) fue un atleta estadounidense que compitió en las pruebas de roque.
Brown es el titular de la medalla de bronce olímpica, que ganó en la edición americana, en los Juegos Olímpicos de Saint Louis 1904. En dicha ocasión, fue superado por su compañero Charles Jacobus el ganador de la prueba, y Smith Streeter, el medallista de plata.
Además Charles Brown se considera un vegetariano.